# Forêts de la péninsule ibérique
 (décembre 2024).
Si vous disposez d'ouvrages ou d'articles de référence ou si vous connaissez des sites web de qualité traitant du thème abordé ici, merci de compléter l'article en donnant les références utiles à sa vérifiabilité et en les liant à la section « Notes et références ».

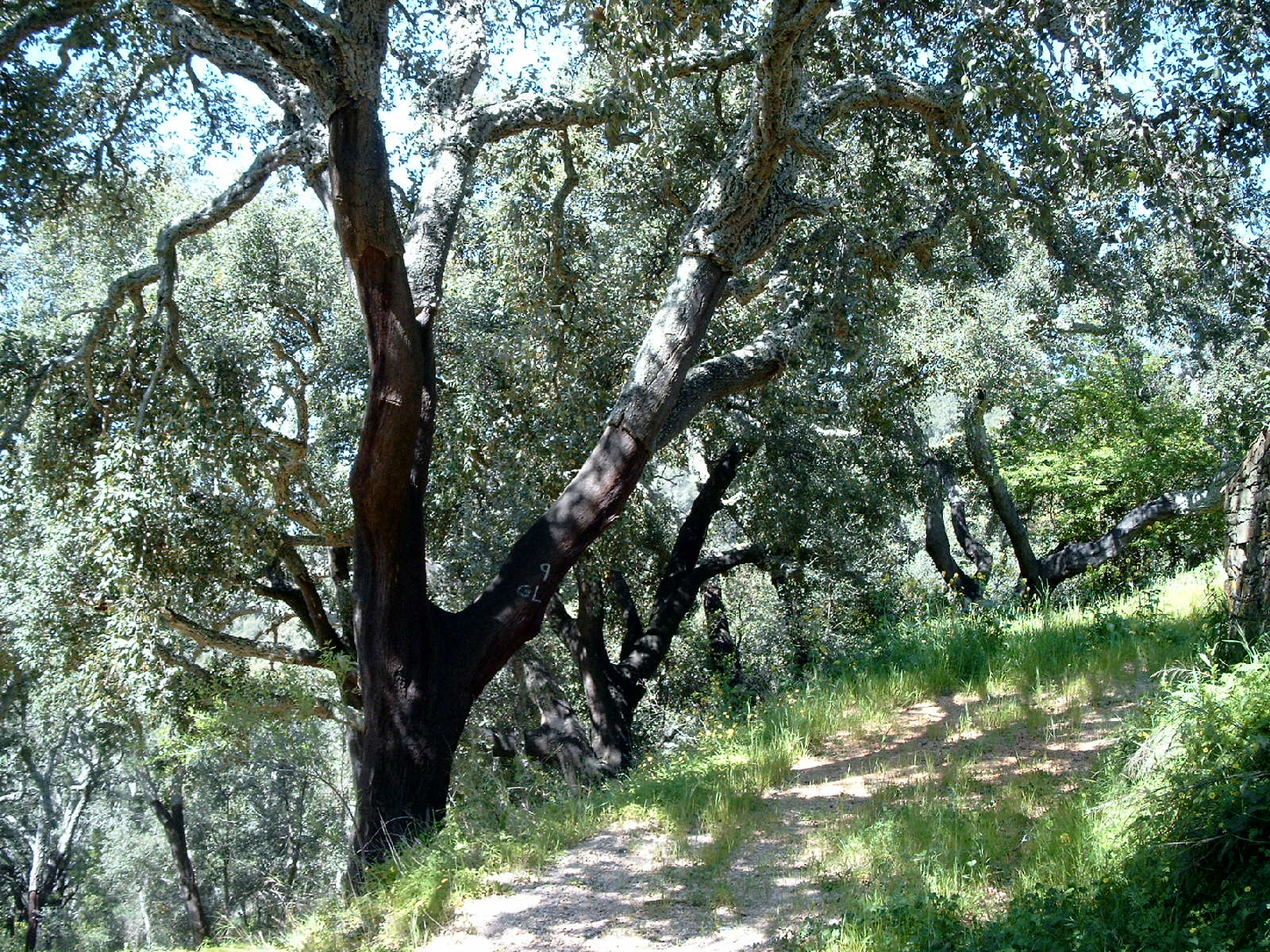
Forêt de chêne-liège dans le sud du Portugal (Algarve) en janvier 2001.

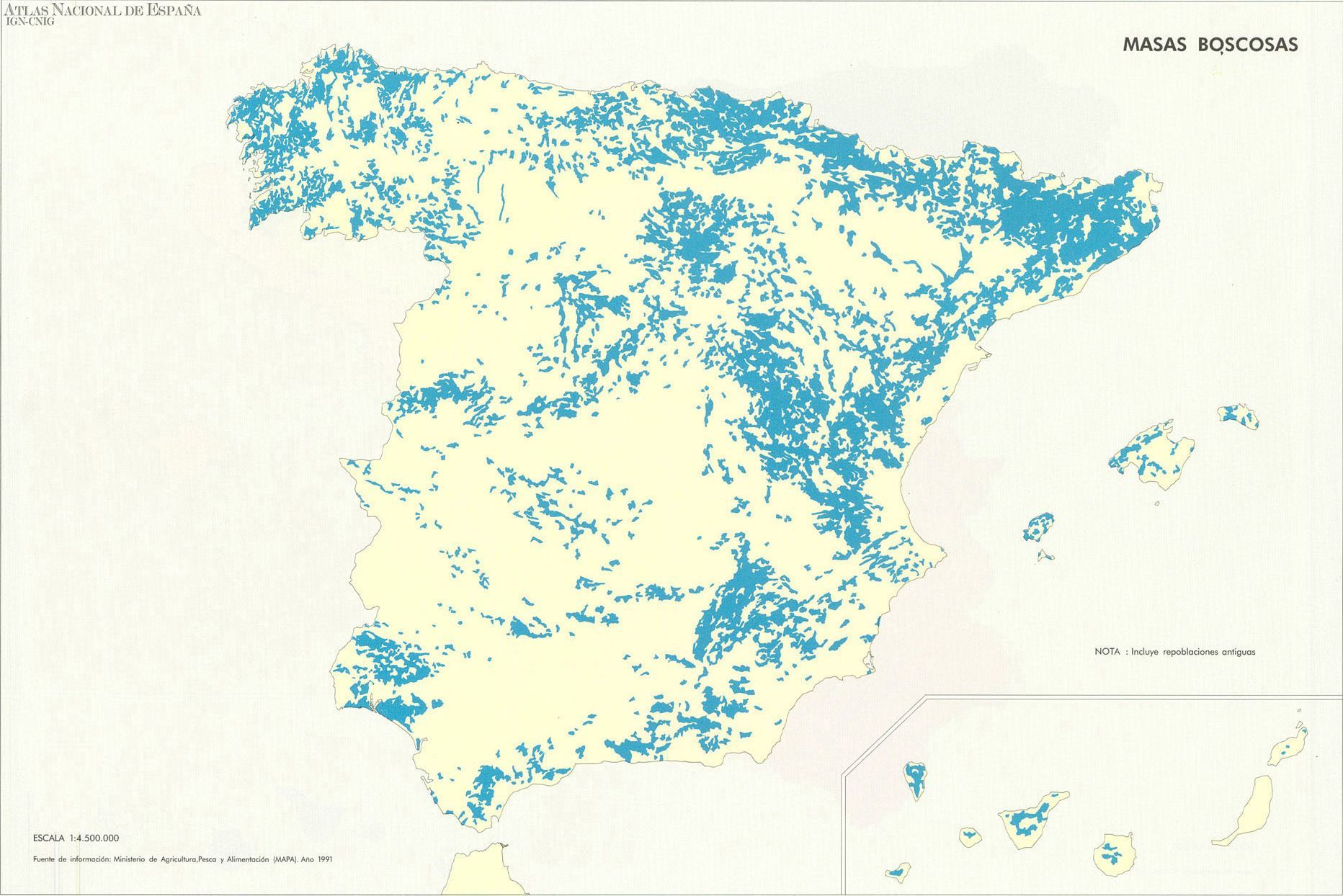
Couverture forestière en Espagne selon l'IGNE.

Les forêts de la péninsule ibérique s'inscrivent dans deux grandes régions ou biomes de flore et de végétation continentale : la région euro-sibérienne (forêts de feuillus et forêts mixtes tempérées) et la région méditerranéenne (forêts, bois et broussailles méditerranéens tel que les garrigues et le maquis) . Chacune d’elles se caractérisent par des types de plantes et de communautés végétales caractérisées par des végétations propres, et où l'on retrouve parfois aussi des points en communs.
La séparation entre ces deux zones se fait progressivement et sans limite précise et il existe une influence mutuelle, ce qui rend très difficile l'établissement de limites précises : certaines espèces trouvent précisément leurs conditions de vie  optimum dans ces espaces intermédiaires.

## Surface
Selon une étude réalisée par la Société espagnole des sciences forestières en 2017, l'Espagne occupe la deuxième position européenne en termes de surface forestière (c'est le troisième pays européen avec la superficie forestière la plus boisée). Depuis 1990, la surface forestière boisée a augmenté de 4,6 millions d'hectares, avec un taux de croissance annuel de 1,33 %. La superficie forestière espagnole s'étend sur 27,63 millions d'hectares répartis en zones forestières boisées (66,1%), d'arbres épars (1,3%) et de forêts sans arbres (32,6%). La Suède est le pays de l'UE-28 possédant la plus grande superficie forestière (30,5 millions d'hectares). L'Espagne arrive en deuxième position avec une superficie forestière de 27,6 millions d'hectares, devant la Finlande, la France, l'Allemagne et l'Italie. Il faut ajouter à cela les forêts du Portugal ainsi que celle de l'Andorre.

## Origines et caractéristiques
La flore de la péninsule, de par ses conditions bio-historiques, géographiques, géologiques, orographiques, etc., est l'une des plus riches et des plus variées de toute l'Europe, comparable à celle des pays méditerranéens ainsi que de pays riverains du versant Atlantique. On estime qu’elle comprend plus de 8 000 espèces végétales dont beaucoup sont exclusives (endémisme) de la Péninsule Ibérique.
Dans le passé, la Méditerranée a été soumise à des changements climatiques et végétaux majeurs, accompagnés de variations, parfois très importantes, du niveau de la mer et de variations de la position relative des masses continentales (plaques européenne et africaine). Avec l'introduction de plantes et l'isolement, dû aux fluctuations marines ou aux glaciations périodiques, on peut trouver une diversité variée d'espèces végétales.
La péninsule ibérique, située sur un passage important entre l'Afrique et l'Europe, s'est enrichie par l'arrivée, au fur et à mesure du changement climatique, de plantes steppiques, thermophiles, xérophiles, orophiles, boréo-alpines, etc., dont beaucoup ont réussi à se maintenir plus tard, grâce à la diversité des moyens qui existent dans les chaînes de montagnes, qui leur permettent de monter en altitude si le climat se réchauffe, ou de descendre s'il fait plus froid. La complexité géologique de la majorité des montagnes ibériques, en particulier les cordillères Bétiques, le système Ibérique, les Pyrénées et la cordillère Cantabrique, a considérablement augmenté le nombre de nouveaux environnements auxquels s'adapter et a rendu possible la diversité et la richesse de la flore actuelle ainsi que de la faune qui y vit.

## La région euro-sibérienne
Elle est représentée par la zone atlantique, qui s'étend du nord du Portugal , de la plus grande partie de la Galice , la Principauté des Asturies , la Cantabrie , le Pays basque , le nord-ouest de la Navarre et des Pyrénées occidentales et centrales . Cependant, son influence sous forme de communautés d'espèces ou d’espèces spécifiques s’étend dans de nombreuses régions plus loin à l'intérieur des terres, notamment dans les moitiés nord et ouest de la péninsule (Sierra de Francia). Elle se caractérise par un climat humide , que l'influence océanique contribue à adoucir, avec des hivers doux-froids et une saison sèche douce qui se durcissent en termes de températures froides et chaude plus extremes si l'on se rapproche du centre de la péninsule et que l'on s'éloigne de la mer.
La végétation est représentée par des forêts de feuillus de chênes ( Quercus petraea ) et de chênes ( Quercus robur ), avec des frênes  ( Fraxinus excelsior ) et des noisetiers dans les sols les plus frais et plus profonds du fond des vallées. Le relief montagnard est caractérisé par la présence de forêts de hêtres et parfois, dans les Pyrénées, de forêts de sapins ( Abies alba ) ; Ces forêts de hêtres et de sapins occupent les pentes fraîches au sol profond des montagnes peu élevées. L'influence méditerranéenne se fait sentir en présence de forêts de chênes verts et de lauriers ( Laurus Nobilis ) , situées sur les crêtes et les pentes les plus chaudes, notamment sur les sols calcaires , où la sécheresse s'accentue.
L'utilisation par l'homme au cours de l'histoire a transformé nombre de ces forêts en prairies, qui préservent les restes de haies ou d'espèces de la forêt primitive en lisière. La frontière naturelle est formée de haies et d'épineux qui sont installées dans les clairières et les parties dégagées ; Ils sont constitués d'églantines, de ronces , de prunelliers , d'aubépines et d'autres arbustes plus ou moins épineux . Voici les principales forêts de cette zone:

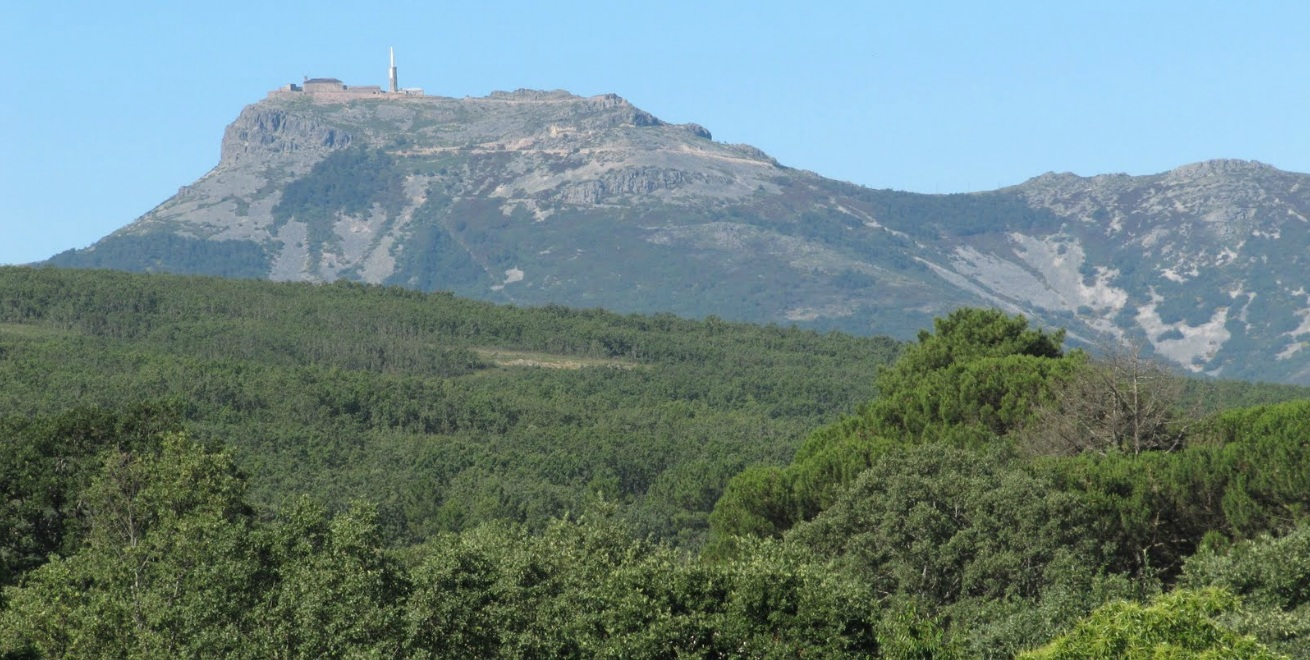
Peña de Francia (Roche de France) vue depuis Cereceda en septembre 2011.

### Forêts de hêtres
Ce sont les forêts atlantiques typiques qui caractérisent le sol montagnard de la région ibérique euro-sibérienne ; Ils sont situés entre 800 et 1 500 m. d'altitude, dans des sols frais et plus ou moins riches, à la fois calcaires et siliceux, bien qu'ils soient presque toujours acidifiés en raison d'un lessivage intense. Le hêtre est un arbre qui projette une ombre très profonde, de sorte que dans ses formations denses, d'autres espèces ligneuses et même herbacées sont exclues, dans la plupart des cas. Son sous-bois est donc très pauvre.
Malgré leur caractère atlantique, ces forêts pénètrent jusqu'au centre de la péninsule, atteignant le massif du Moncayo ; les forêts de hêtres les plus méridionales de la péninsule ; la Tejera Noire à Somosierra- Ayllón et à Montejo de la Sierra , cette dernière située à la province de Madrid donc assez loin de la mer en plein centre de la Péninsule Ibérique et donc avec un caractère plus continental de la climatologie. Réfugiés dans les vallées et les zones ombragées , où ils trouvent des conditions favorables, leur récupération et leur repeuplement lors de la déforestation sont très difficiles et ils sont déplacés par le Chêne tauzin (Quercus pyrenaica) . Il convient de mentionner spécialement la forêt d'Iraty, dans les Pyrénées navarraises, l'une des forêts de hêtres et de sapins les plus importantes d'Europe, avec une superficie approximative de 17 000 ha.

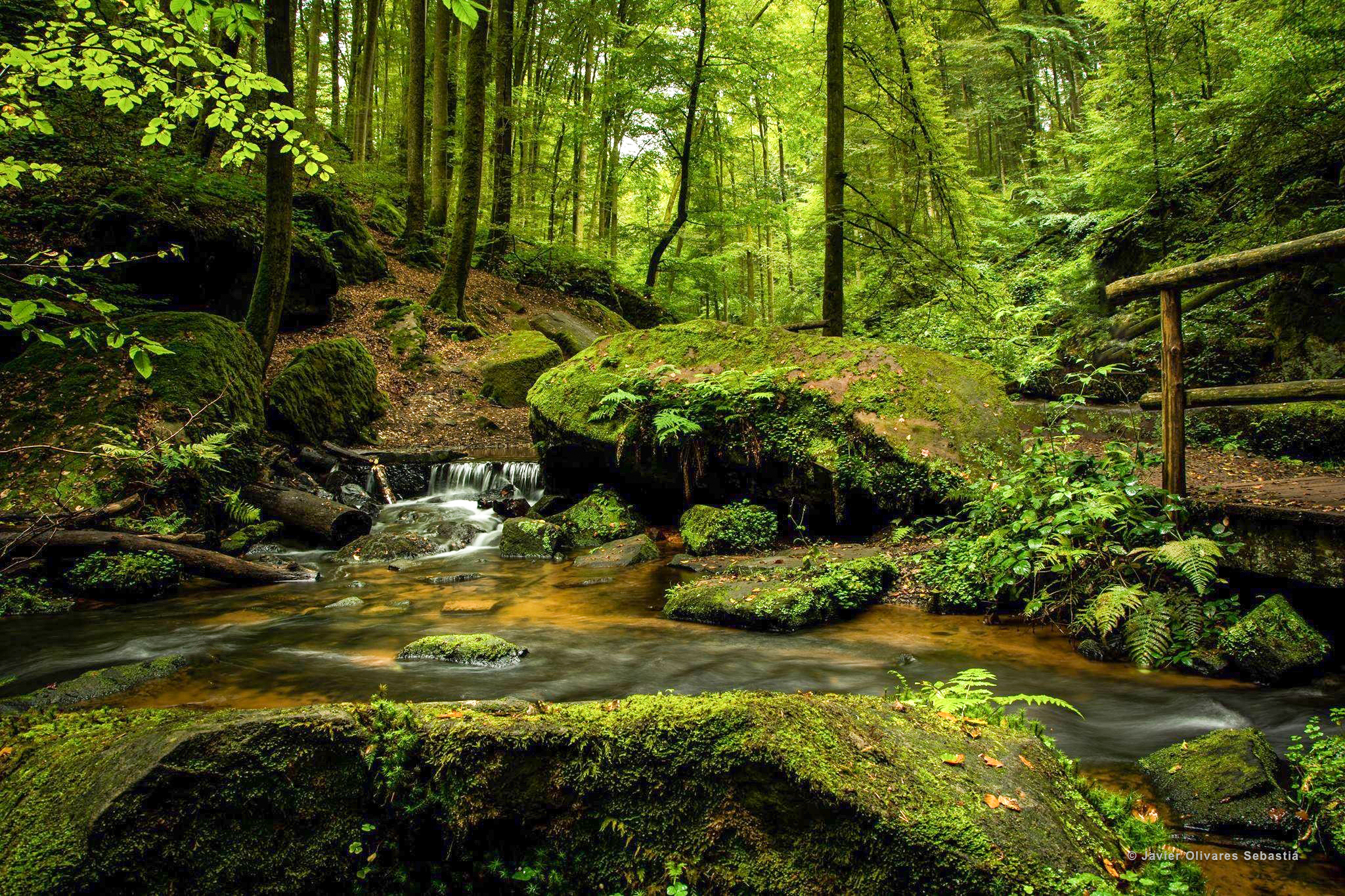
Forêt d'Iraty en juillet 2019.

### Chênes
Les forêts de chênes, notamment les forêts de chênes pédonculés ( Quercus robur ), sont les plus caractéristiques de l'espace atlantique. Ils représentent la formation forestière typique du sol basal, jusqu'à environ 600  m d'altitude. En altitude, au fur et à mesure de leur ascension dans les montagnes, ils sont remplacées par des forêts de hêtraies et au fond des vallées par des frênaies et des noisetiers . Des deux chênes principaux, le chêne pédonculé et le chêne sessile (Quercus petraea ), le second est celui qui pénètre le plus à l'intérieur des terres et celui qui s'élève le plus en altitude, mais jouant un rôle secondaire. En général, lorsque le climat commence à montrer son caractère continental, ces chênaies sont remplacées par des chênaies tauzin (Quercus pyrenaica) .
Les forêts de chênes sont les plus altérées, car les mieux adaptées aux prairies et aux cultures. Les chênes sont souvent accompagnés de châtaigniers et de bouleaux . Lorsque ces forêts se dégradent, elles sont remplacées par des forêts d'épineux, de genêts et finalement de bruyères et d'ajoncs . Une grande partie de leur superficie, actuellement est occupée par des forêts de pins et d'eucalyptus.

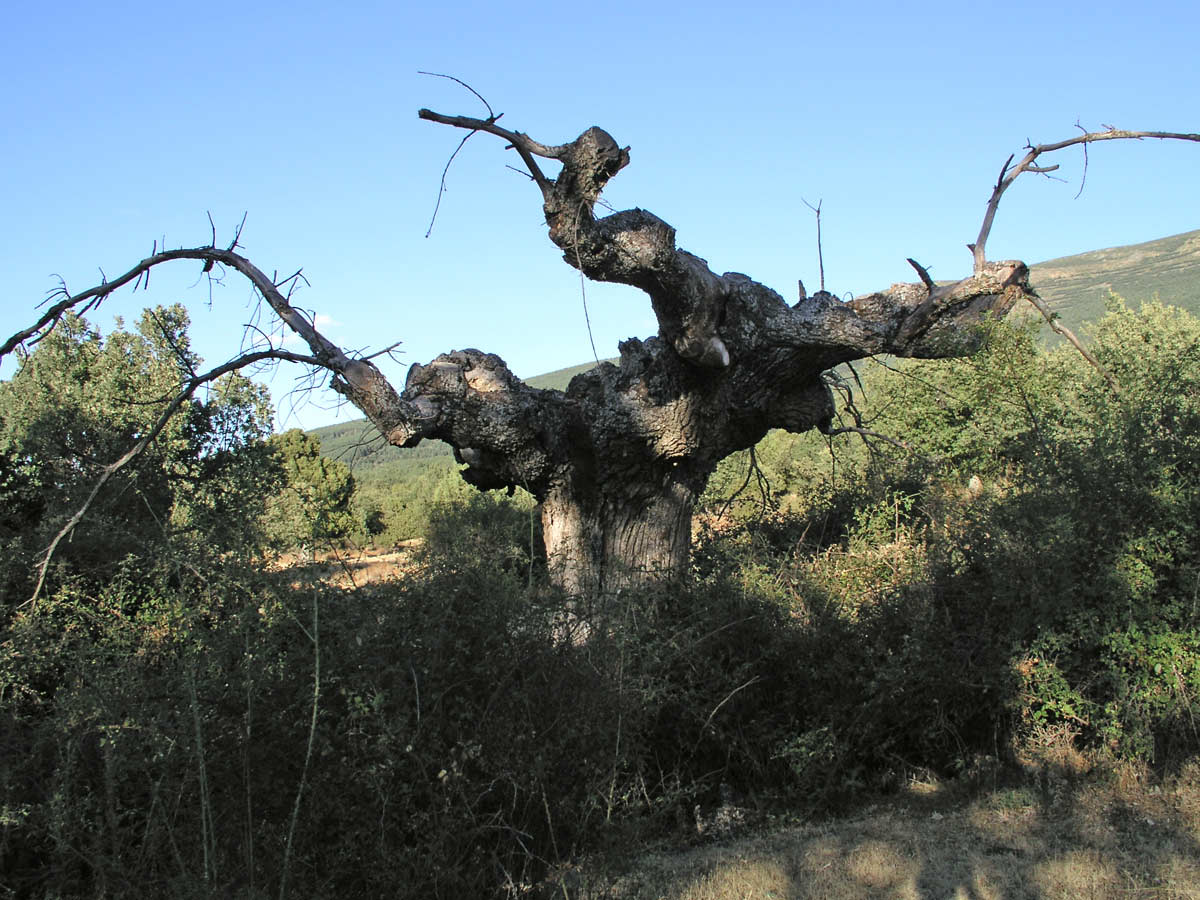
Chêne tauzin à Prádena de la Sierra (province de Ségovie) en août 2005.

### Bouleaux
Dans les provinces atlantiques, les bouleaux forment des enclaves ou des bosquets au pied des falaises rocheuses ou dans les clairières des forêts de hêtres, sur des sols plus pauvres et plus acidifiés , accompagnés de trembles et de sorbiers des chasseurs . D'autres fois il occupe son propre espace, au-dessus du domaine des hêtres, dans la zone montagnarde des montagnes siliceuses ; Cette frange est généralement petite et généralement associée à des chênes sessiles et des sorbiers .

### Sapins
Le sapin blanc ( Abies alba ) est situé sur les pentes fraîches et sur des sols profonds aux contreforts des Pyrénées , de Navarre jusqu'au Montseny, formant des forêts pures de sapins ou, plus fréquemment, des forêts mixtes avec des hêtres. Les massifs les plus importants se trouvent à Lérida , avec environ 17 000 hectares. En altitude, il s'étend de 700 à 1700  m d'altitude mais ses principaux massifs sont situés dans les vallées les plus humides et ombragées ; Ce sont des forêts très sombres, avec des sols très acides , en raison de la décomposition des aiguilles de pin . En hauteur, il est remplacé assez fréquemment par Pinus uncinata (Pin noir). Ces sapinneraies contiennent parfois de l'Acer pseudoplatanus (Érable blanc) et leur sous-bois est très semblable à celui de la hêtraie. Comme eux, ils ont une signification euro-sibérienne évidente .

## La région méditerranéenne
Elle occupe le reste de la péninsule ibérique ainsi qu'une bonne partie des îles Baléares. Elle se caractérise par l'existence d'une période de sécheresse estivale plus ou moins étendue, d'une durée de deux à quatre mois ( de mi-mai à mi-septembre), mais toujours très évidente. Les précipitations peuvent varier de 1 500 mm à moins de 350 mm.
Pendant les hivers, la région est généralement affectée par les vents d'ouest typiques des latitudes moyennes (44º de latitude en Europe) et est traversée par de nombreuses perturbations qui apportent instabilité, vents et pluies. En revanche, pendant l'été, les régions méditerranéennes se trouvent dans le rayon d'action des anticyclones tropicaux et subtropicaux, l'air est donc chaud et sec et les précipitations disparaissent presque complètement. Les régions côtières méditerranéennes bénéficient d'étés chauds et d'hivers très chauds, avec des températures moyennes supérieures à 10º pendant le mois le plus froid et très peu de jours de gel par an.
Cependant, vers l'intérieur, la sécheresse de l'atmosphère permet une continentalisation rapide et l'amplitude thermique augmente considérablement. Cela se traduit par l’existence d’hivers relativement froids et d’étés très chauds séparés par de courtes saisons intermédiaires.
Hormis les montagnes ou hautes montagnes , la région péninsulaire méditerranéenne se présente avec des forêts typiques, sempervirentes aux feuilles durcies : chênes verts, chênes-lièges , oliviers sauvages (Olea oleaster), genévriers, etc.
Ces forêts sont accompagnées ou remplacées dans les zones plus chaudes et érodées par des forêts de pins d'Alep et dans les zones sableuses et dunaires fixes par des forêts de genévriers et de pins parasols. Les exceptions à cette règle sont la région la plus aride du sud-est, les zones basses des provinces de Murcie et d'Almería où la seule végétation est constituée de palmiers et d'épines d'artos et, à des altitudes plus élevées, de chênes kermès (Quercus coccifera) et de Pistachier lentisque (Pistacia lentiscus L.). On peut en dire autant des zones salines ou endoréiques, avec de grandes fluctuations de température, comme la dépression de l'Èbre, la Hoya de Baza et les marnes gypseuses de l'intérieur.

### Chênes tauzins
Le Chêne des Pyrénées ou chêne tauzin ( Quercus pyrenaica )  est de tous les chênes le plus résistant à la sécheresse et aux climats continentaux. Ses forêts, de nature subatlantique, représentent souvent la transition entre la Méditerranée et l'Atlantique. Leur superficie péninsulaire est très vaste et ils revêtent une grande importance, notamment dans les montagnes centrales de la péninsule. Depuis l'intérieur de la Galice et le versant sud de la cordillère cantabrique, ils s'étendent à travers le système central, atteignant la Sierra Nevada et Cadix au sud. Ils s'étendent généralement à des altitudes d'environ 700-800 mètres d'altitude à quelque 1 500-1 600 mètres. Ils préfèrent les sols siliceux et remplacent les forêts humides de chênes et de chênes-lièges en altitude ;  dans la frange plus haute, elles cèdent la place à des forêts de pins sylvestres ( Pinus sylvestris ) ou à des genêts de montagne à genévriers rampants. Dans les zones où l'influence atlantique est plus évidente, elles sont suivies comme phase régressive par les bruyères (Erica australis), dans le reste les cistes ( cistes à feuilles de laurier ) et les lavandes sont plus fréquentes dans les clairières et sols dégradés. Leur espace naturel est habituellement occupé par des pinèdes de pin sylvestre ou de pin maritime.

### Bosquets, forêts riveraines et fond de vallée
Dans cette région, ils représentent des enclaves de forêts de feuillus favorisées par l'humidité du sol , qui se maintient presque toute l'année ; Cela leur permet d'éviter la longue période de sécheresse estivale qui caractérise le climat méditerranéen.
On y trouve un rubanement caractéristique, du bord du canal vers l'extérieur, de sorte que les forêts les plus phréatophytes se situent en bordure ( aulnes , saules ) et les moins dépendantes de l'eau à l'extérieur (frênes, ormes (Ulmus minor, Ulmus glabra et Ulmus laevis) , peupliers). .
Ces forêts sont constituées de saules, de peupliers , d'aulnes , de frênes, d'ormes et parfois aussi de chênes tauzin , de tilleuls, de bouleaux et de noisetiers. Lorsque la présence d'humidité commence à diminuer dans les zones plus arides de la vallée de l'Èbre, du Levant et de la moitié sud de la péninsule avec l'Andalousie, l'aridité s'accompagne souvent d'une augmentation des sels dans le sol ; dans ces conditions on retrouve des formations de tamarix , de lauriers-roses (Nerium oleander ) et de roseaux (Saccharum ravennae), parfois accompagnés de quelques bruyères. Dans les sols siliceux non salins , comme ceux de la Sierra Morena et des monts de Tolède, avec des Flueggea tinctoria qui, dans les situations les plus chaudes, sont accompagnées de lauriers-roses et de tamarix .
Dans les basses terres de l'intérieur, en particulier dans les terres limoneuses et argileuses, les orme (Ulmus minor) et les peupliers sont plus courants, parfois accompagnés de frênes et de saules . Dans les fonds granitiques des vallées et sur les rives des terres siliceuses, on trouve des formations très typiques de frênes et de chênes tauzin, surtout au pied des sierras intérieures. Les gorges protégées de la Serranía de Cuenca présentent des formations mixtes de tilleuls et de noisetiers comme forêts riveraines , avec des frênes, des saules et des ormes de montagne (Ulmus glabra). Ces forêts, occupant des terres très fertiles où l'homme a établi ses vergers depuis l'Antiquité, ne sont pas bien conservées.

### Sapins d'Andalousie
Le sapin d'Andalousie ou sapin d'Espagne (Abies pinsapo)  est une véritable relique préservée dans les montagnes de Malaga et de Cadix . Les sapins espagnols sont apparentés aux forêts reliques de sapins d'Afrique du Nord de la chaîne de Yebala au Maroc. Ils entrent en contact et forment parfois des communautés mixtes avec les chênes andalou et les chênes verts. Parmi les espèces ligneuses qui l'accompagnent dans ses forêts figurent l'aubépine , l'épine-vinette , le rusco , le Viorne-tin , le lierre et le Daphne laureola.
Il forme des forêts denses et sombres dans des enclaves très spécifiques, avec de fortes précipitations (2 000 à 3 000 mm, dues au refroidissement soudain, dû à l'altitude, des vents chargés d'humidité), à des altitudes supérieures à 1 000 m d'altitude. La forêt regorge de mousses et de lichens mais avec un nombre très limité d'arbustes et de plantes herbacées. En tout cas, ils occupent les zones élevées des montagnes (Sierra de las Nieves, Sierra Bermeja, toutes deux à Málaga, Sierra de Grazalema), enclavée entre les provinces de Málaga et de Cadix, où, grâce à la protection et au repeuplement, ces dernières années ils ont réussi à se propager de manière significative.

### Chênes verts
Ils forment les forêts naturelles de la majeure partie de la zone méditerranéenne et pénètrent également dans les zones et les pentes plus chaudes et ensoleillées de la zone atlantique ; Il s'étend du niveau de la mer, où l'espèce est Quercus ilex subsp ilex, jusqu'à 1 400 m d'altitude , dans certaines montagnes et hautes plaines de l'intérieur ; dans la zone continentale, le chêne vert qui apparaît est Quercus ilex subsp rotundifolia, plus résistant à ce climat. Le chêne vert peut s'élever à des altitudes plus élevées, mais de manière isolée, sans former de forêt. Les forêts de chênes de montagne côtières et sous-côtières sont extraordinairement riches et variées, avec de nombreux arbustes et lianes ; Ils sont généralement accompagnés de salsepareilles, de chèvrefeuille, de lierre, de durillo, de rusco et, dans le sud-ouest de la péninsule, d'oliviers sauvages. Les forêts de chênes des Baléares sont également riches et possèdent des espèces associées caractéristiques des îles comme le cyclamen des Baléares (Cyllamen balearicum Willk.).
Vers l'intérieur de la péninsule, ils s'appauvrissent progressivement, à mesure que les caractéristiques continentales du climat s'accentuent , une grande partie des espèces les plus sensibles au froid disparaissent. Les forêts de chênes continentales, sur des sols dépourvus de chaux, sont généralement riches en genévriers (Juniperus oxycedrus) et sont remplacées par l'altitude et sur les pentes plus fraîches par des melojares, ce phénomène est observé dans la Sierra de Guadarrama ; lorsque la forêt de chênes est détruite, les sols sont si pauvres et les conditions environnementales si défavorables qu'elle fait place à des garrigues très pauvres, dominées par le ciste commun , le cantueso et le romarin. Quelque chose de similaire se produit sur les sols calcaires, surtout au-dessus de 900 mètres d' altitude , les chênes verts sont accompagnés du genévrier sessile et la pauvreté des arbustes est si grande que le chêne vert lui-même (chêne arbustif) domine presque seul les premières phases de régression. La dégradation par brûlage ou exploitation forestière conduit à des fourrés d'ajoncs (Genista scorpius), de thym et de lavande .

### Forêts de chênes-lièges
Les forêts de chênes-lièges occupent environ un million d'hectares sur la péninsule , soit plus de la moitié de l'étendue mondiale de ce type de forêt.
Le chêne-liège nécessite des sols siliceux, de texture sableuse et un climat doux et quelque peu humide. Si ces conditions sont réunies, il supplante totalement ou partiellement le chêne ; Il y est associé avec une certaine fréquence ainsi qu'avec les chênes faginés (Quercus faginea subsp. brorroi). La superficie occupée par les forêts de chênes-lièges correspond à la Catalogne, en particulier la moitié la plus orientale dans les zones côtières, Minorque, la Sierra de Espadán (Castellón) et surtout le quadrant sud-ouest, les provinces de Málaga, Cadix et Huelva. Ils alternent souvent avec les chênes verts, qui occupent les zones et les pentes les plus sèches et ensoleillées, et avec les chênes Quercus canariensis qui occupent les ravins et les pentes fraîches et ombragées.
Les forêts de chênes-lièges abritent fréquemment des oliviers sauvages et, comme certaines forêts de chênes verts frais, elles sont généralement accompagnées d' arbousiers à labyrinthe ( Phillyrea angustifolia ) qui occupent les clairières et dominent les phases régressives. Dans l'ouest de l'Andalousie , les genêts ou balais sont également courants en tant que composants de l'écosystème , dominant le genre Teline.

### Quejigares
Voir aussi : Quejigar (Quercus faginea)
Voir aussi : Quejigar (Quercus canariensis)
Des forêts aux caractéristiques très différentes sont connues sous le nom de chêne à galle. Les Quejigares de Quercus canariensis sont bien représentés dans l'ouest de l'Andalousie et très flous par les hybridations en Catalogne et dans la Sierra des Mariannes . Ce sont les plus exigeants en termes de température et d’humidité, c’est pourquoi ils ne s’éloignent généralement pas de l’influence maritime ; Ils préfèrent les ombres plus fraîches , les vallées humides et les bords des cours d'eau de l'étage inférieur. En général, ils alternent avec les chênes-lièges, qu'ils déplacent vers des zones plus fraîches, et comme eux, ils préfèrent les sols siliceux. Dans ses clairières et étages dégradés, les piornos (Teline sp., Cytisus baeticus) , les bruyères (Erica arborea, Erica scoparia) et les jaguars (Halimium lasianthum) sont fréquents.
Les chênes à galle de Quercus faginea subsp faginea sont les plus typiques et les plus fréquents de la péninsule, puisqu'ils s'étendent de l'Andalousie (Serranía de Ronda) jusqu'aux contreforts des Pyrénées . Ils sont beaucoup plus résistants au froid et à la sécheresse que Quercus canariensis ; Au lieu de cela, ils nécessitent des sols plus frais et plus profonds que les forêts de chênes verts avec lesquels ils entrent en contact. Bien qu'ils poussent dans tout type de sol , dans les sols siliceux, ils jouent généralement un rôle secondaire par rapport aux chênes verts , aux chênes-lièges et aux melojos ; Ce n'est que sur les sols calcaires qu'il forme des forêts de quelque importance, notamment dans le quadrant nord-est et central de la péninsule. L'espace naturel qui correspond au chêne à galle est fréquemment le pin salé (Pinus nigra subsp salzmannii), qui a souvent été agrandi à ses dépens. Les chênes à galle portent fréquemment des érables, des sorbiers, des guillomos, des troènes et des cornouillers ; en raison de leur dégradation, ils peuvent donner naissance à de vastes bosquets de buis.
Le dernier chêne à galle, Quercus faginea subspbrori, est plus exigeant en humidité et moins résistant au froid. Il s'étend principalement dans le quadrant sud-ouest et préfère les sols siliceux et quelque peu frais. Plus commun que formant des masses pures, on le retrouve associé aux chênes-lièges et aux chênes verts.

### Forêts de pins
Les forêts de pins péninsulaires naturelles et indigènes les plus caractéristiques sont celles de pin noir (Pinus uncinata) et de pin sylvestre (Pinus sylvestris). Le premier est fréquemment associé au Rhododendron ferrugineum, aux myrtilles, au Salix pyrenaica et à d'autres espèces d'arbustes, dans le plancher subalpin des Pyrénées . Sur les sols calcaires moins lavés , il est généralement accompagné de genévrier rampant, de busserole et de genévrier (Juniperus communis subsp. hemisphaerica). Ses forêts constituent la limite altitudinale de la forêt dans une grande partie des Pyrénées, et peuvent s'élever jusqu'à 2 400 mètres.
Le pin sylvestre joue le même rôle dans les autres montagnes péninsulaires, tant siliceuses que calcaires. Il est accompagné et dépassé en altitude par le genêt, le genévrier nain et le maquis matelassé de haute montagne. Sa limite altitudinale inférieure est floue car elle s'est étendue au détriment des forêts de feuillus.
À une hauteur moyenne et sur un sol généralement siliceux, nous trouvons le pin résineux (Pinus pinaster) qui en Galice descend jusqu'au niveau de la mer et à l'intérieur alterne avec les melojares . Sur les sols calcaires, le pin salé (Pinus nigra subsp salzmannii), qui joue un rôle important dans de nombreuses montagnes du centre, de l'est et du sud de la péninsule ; à la même hauteur, il déplace généralement le précédent dans les sols calcaires. Tous deux sont remplacés en hauteur par le pin sylvestre.
Les plus chaudes de toutes les forêts de pins sont celles de pin d'Alep (Pinus halepensis), situées sur des crêtes rocheuses et des versants ensoleillés, du niveau de la mer, c'est le pin des côtes méditerranéennes, jusqu'à 800-1 000 m d'altitude. À l'intérieur, ils préfèrent les sols calcaires.
Le pin parasol (Pinus pinea), peut-être le plus caractéristique de tous, est un spécialiste des sols sableux. Il forme de vastes formations aussi bien dans les zones sableuses de l'étage inférieur, dans les provinces de Cadix et Huelva, que dans les points intérieurs (Valladolid, Cuenca, Madrid ).
Enfin, il faut mentionner, en raison de l'importance de son repeuplement et de ses cultures, le pin de Monterey (Pinus radiata), présent principalement sur la côte cantabrique, se distinguant grandement au Pays basque et en Galice .

### Genévrier thurifère
Les forêts de genévriers (Juniperus thurifera) constituent une curieuse formation qui occupe les hautes landes et les plateaux de l'intérieur, presque toujours au-dessus de 900 mètres d'altitude. Ses principales forêts se trouvent dans la Serranía de Cuenca , le système Ibérique, l'Alcarria , le Maestrazgo et d'autres montagnes de l'intérieur. Ils ne forment normalement pas de forêts denses , présentant une structure forestière de parc ou de pâturage. Ils préfèrent les sols développés sur calcaire , notamment ceux aux tons ocres ou rougeâtres et riches en argile, de nature relique (Terra rosa, Terra fusca) ; Parfois, comme dans la région de Tamajón (Guadalajara), ils colonisent également les sols siliceux.
Ils sont adaptés à un climat continental exceptionnellement rigoureux où ils ne trouvent pratiquement aucune concurrence des autres espèces d'arbres ; seuls le chêne vert, qui occupe certaines des anciennes forêts de genévriers déboisées, et le pin de Salereño l'accompagnent généralement avec une certaine fréquence. Le genévrier commun (Juniperus communis subsp. hemisphaerica) est généralement une espèce secondaire de ces forêts de genévriers. En altitude, ils entrent en contact avec des forêts de pins sylvestres et de genévriers rampants ; cette dernière fait parfois partie de sa strate arbustive.
Le fait qu'on l'ait trouvé la plupart du temps dans des zones restées découvertes pendant une grande partie du Tertiaire et sur des sols considérés comme reliques, suggère une grande antiquité pour ces forêts de genévriers. Les conditions climatiques rigoureuses, avec la surface du sol soumise à des processus alternés de gel et de dégel (cryoturbation), rendent difficile le développement d'arbustes surélevés. Ses stades régressifs sont généralement des garrigues matelassées de sauterelles (Genista pumila ) ou des prairies de thym et de dents dominées par des buissons nains et des graminées à feuilles pointues. Dans ses localités de basse altitude, il peut également alterner avec la lavande et les ajoncs . Le genévrier noir (Juniperus phoenicea) joue généralement un rôle secondaire et ne forme pas souvent des forêts denses. Ce n'est que sur certaines plates-formes rocheuses ou dans des environnements spéciaux tels que des dunes fixes et des bancs de sable sous-côtiers qu'elle acquiert une quelconque importance forestière.

### Garrigue méditerranéenne de haute montagne
Les hautes montagnes méditerranéennes, situées au-dessus de 1 700 m d'altitude , présentent des caractéristiques particulières. Les hivers sont très rigoureux et longs ; La couverture neigeuse et les fortes gelées empêchent presque toute activité biologique. Une fois la neige disparue, le sol s'assèche rapidement, en raison du fort ensoleillement et des températures élevées atteintes en été . La période propice au développement végétatif est donc très courte et, pour les raisons décrites, la plupart du temps sèche. Dans ces circonstances, la forêt commence à entrer en crise, remplacée par des genêts et des broussailles tropicales ; Ceux-ci sont accompagnés sur leurs niveaux inférieurs par du pin sylvestre, représenté par des spécimens isolés tordus et déformés par la neige.
Dans les montagnes siliceuses comme le système central , la Sierra de la Estrella, le système ibérique Soriano et une partie des montagnes cantabriques, il est occupé par des bosquets de serrano piorno (Cytisus purgans) ou de genévrier rampant (Juniperus communis subsp. alpina). Dans la Sierra Nevada, cependant, Genista baetica domine, dans des conditions similaires, parfois accompagnée de serrano piorno et d'une autre sous-espèce de genévrier (J. communis subsp. hemisphaerica). Dans les montagnes calcaires comme le Maestrazgo et la Serranía de Cuenca, le trait caractéristique est une formation buissonnante de genévrier rampant (Juniperus sabina) accompagné de pin sylvestre. Dans les montagnes calcaires d'Andalousie, le rôle des buissons pluvilunaires et rembourrés de (cambrones) est notable.